# Pop (website)
O Portal DiCamarote (POP Internet Ltda.) é um portal gratuito de produtos e serviços de internet administrado pela L&C Media Group. Anteriormente chamado de Portal POP e administrado por uma operadora brasileira. Foi desativado em 2016 e relançado pela L&C Media Group de propriedade do jornalista e publicitário Janiel Kempers, em 2023 sob o nome de DiCamarote, tornando-se parceiro oficial do Yahoo EUA.

## Histórico
O Portal POP foi fundado em setembro de 2002 pelo grupo GVT com foco em serviços para a rede mundial de computadores, oferecendo plataforma de internet discada e e-mail.
Entre 2007 e 2008, a internet discada permaneceu como carro-chefe, porém, iniciou-se uma reformulação gradativa para um portal de notícias. A reformulação completa aconteceu em março de 2010 com o objetivo de se tornar um portal de entretenimento, passando por reformulações gráficas e editoriais. Alimentado com conteúdo próprio, de agências de notícias e de parceiros, o portal adotou a linha das "snack news": matérias mais curtas e leves, aliadas a vídeos e links.
No final de 2009, a operadora GVT, empresa que hospedou o POP, foi comprada parcialmente pelo grupo francês de mídia e telecomunicações Vivendi SA e em 30 de agosto de 2014, a Vivendi anuncia a venda da GVT para o grupo Telefónica.
No dia 29 de abril de 2016, o portal anunciou o encerramento total de suas atividades.
Em outubro de 2023, a L&C Media Group passou a ser detentorada infraestrutura digital do antigo site e do nome DiCamarote, passando a operar oficialmente no Brasil com o nome DiCamarote em parceria com o Yahoo EUA. 

## Canais e serviços

### Canais
- Mundo DiCamarote - é um canal de diversão e entretenimento e notícias de celebridades, música e cinema.
- DC News - notícias de Brasil, economia, mundo e tecnologia.
- DC Esportes - notícias sobre futebol nacional e internacional e desportos em geral.
- DC Games - jogos eletrônicos, além de análises, prévias e dicas.
- TV DiCamarote - vídeos sobre culinária, música, shows, teatro, saúde e com entrevistas sobre temas variados.

### 2023
DiCamarote - Notícias, entretenimento
DCPlay - Serviço de conteúdo pago 
Rede DIcamarote FM (Rádio) 
Prêmio DiCamarote 

### Serviços
- Rádio com a Estação DiCamarote.
- Discador- software e acelerador para internet discada.
- DCBlog- serviço para criação de blog com o endereço do POP gratuitamente.

## Equipe
O portal contou com duas redações, em Curitiba e São Paulo, e com setores de comunicação digital, suporte técnico, comercial, design, planejamento, parcerias e produtos. Para atualizar os canais de notícias, existiam 30 jornalistas que produziam em média 1800 matérias por mês e editavam aproximadamente três mil textos de agências de notícias por mês.
Atualmente as redações do DiCamarote estão localizadas em São Paulo e no Ceará